# Paolo Vidoz
Paolo Vidoz (n. 21 august 1970, Gorizia, Friuli-Veneția Giulia, Italia) este un boxer ce a reprezentat Italia, medaliat olimpic. A participat la 2 ediții ale Jocurilor Olimpice (1996, 2000) în care a câștigat o medalie de bronz.